# 小山燿
小山 燿（こやま よう、1997年7月5日 - ）は、日本の元俳優、ヒューマンビートボクサー。北海道出身・在住。バードレーベルに所属していた。血液型AB型。身長164cm（2013年現在）。北海道函館西高等学校に在学していた。
2010年公開の映画『海炭市叙景』(熊切和嘉監督)でデビューした。

## 略歴
小学6年生だった2010年、地元函館市民からキャストを募集していた映画『海炭市叙景』のオーディションに合格、それまで演技経験が無かったが、加瀬亮が演じる目黒晴夫の息子・アキラ役という重要なキャストでデビューした。
これをきっかけに芸能界入りし、2011年の連続ドラマ『鈴木先生』に、主人公の鈴木先生が担任する2-A組の生徒、野呂光輝役でレギュラー出演した。

## 人物
- 特技はピアノ、スキー。趣味は映画観賞、ヒューマンビートボックス。
- ヒューマンビートボクサーとしては、北海道で行われた大会にて16位に入ったことがある。ホローホイッスルが印象的である｡

## 出演

### 映画
- 海炭市叙景（2010年） - 目黒アキラ役
- 鈴木先生（2013年） - 野呂光輝 役
- AMY SAID エイミー・セッド（2017年） - 森聡 役[6]
- 武曲 MUKOKU（2017年）[6]

### テレビドラマ
- 鈴木先生（2011年4月 - 6月、テレビ東京） - 野呂光輝役